# Rafael Tolosa
Rafael Antonio Tolosa Calvo (Chitaraque, Boyacá, 23 de agosto de 1958) es un exciclista colombiano profesional entre 1986-1991 y es hermano del también ciclista Ramón Tolosa.
Fue ganador de la Vuelta a la Juventud en 1978 y la Vuelta a Guatemala en 1982. En la actualidad se encuentra vinculado al ciclismo corriendo con éxito competencias sénior máster, recibiendo en el 2010 la "Cadena de Oro" por su impecable rendimiento a lo largo de la temporada 2009.

## Palmarés
1978
- Vuelta de la Juventud de Colombia, más 2 etapas, la clasificación por puntos y combinada.
- Clasificación de los Novatos en la Vuelta a Colombia

1981
- 2.º en el Campeonato de Colombia en Ruta

1982
- Vuelta a Guatemala, más 4 etapas, la clasificación por puntos y esprints.

1983
- Una etapa en la Vuelta al Táchira
- Una etapa de la Vuelta a Cundinamarca

1984
- Una etapa de la Vuelta a Colombia

1985
- Una etapa en la Vuelta al Táchira
- Dos etapa de la Vuelta a Colombia

1988
- Una etapa del Tour de las Américas[2]

## Resultados en lasgrandes vueltas
| Carrera         | 1983 | 1984 | 1985 | 1986 | 1987 | 1988 | 1989 | 1990 | 1991 |
| Tour de Francia | Ab.  | -    | -    | -    | -    | -    | -    | -    | -    |
| Giro de Italia  | -    | -    | -    | -    | -    | -    | -    | -    | 65º  |
| Vuelta a España | -    | -    | -    | -    | -    | 61.º | -    | -    | -    |

## Condena por narcotráfico
El 18 de junio de 2001, Tolosa fue detenido por la Policía en el aeropuerto internacional El Dorado de Bogotá con 125 cápsulas de heroína en su estómago y un paquete de esmeraldas valorado en 50 mil dólares. En septiembre del mismo año fue condenado a 56 meses de cárcel y el pago de una multa equivalente a 400 salarios mínimos mensuales.

## Equipos
- Pollo de Carlitos (1977)
- Ciclo-Ases (1978)
- Malta Andina (1979)
- Ónix Sello Negro (1980).  De 27-02 hasta 02-03
- Bicicletas Ositto (1981)
- Pilas Varta (1983)
- Felipe Almacenes y Joyerías (1984-1986)
- Café de Colombia - Pilas Varta (1986). De 15-04
- Western - Rossin (1987)
- Poni Malta (1987). De 22-04
- Poni Malta - Avianca (1988-1991)